# Jenny Lingamfelter
Jenny Lingamfelter es una deportista estadounidense que compitió en saltos de trampolín. Ganó una medalla de plata en los Juegos Panamericanos de 1999, en la prueba individual.

## Palmarés internacional
| Juegos Panamericanos | Juegos Panamericanos | Juegos Panamericanos | Juegos Panamericanos |
| Año                  | Lugar                | Medalla              | Prueba               |
| -------------------- | -------------------- | -------------------- | -------------------- |
| 1999                 | Winnipeg (Canadá)    | Medalla de plata     | Trampolín 3 m        |